# Porostereum spadiceum
Porostereum spadiceum är en svampart som först beskrevs av Christiaan Hendrik Persoon, och fick sitt nu gällande namn av Hjortstam & Ryvarden 1990. Porostereum spadiceum ingår i släktet Porostereum och familjen Phanerochaetaceae.  Artens status i Sverige är: Ej påträffad. Inga underarter finns listade i Catalogue of Life.